# ماكس بيرنس
ماكس بيرنس (بالألمانية: Max Behrens )‏ (و. 1886 – 1967 م) هو سياسي، من ألمانيا، ولد في هامبورغ، كان عضوًا في الحزب الديمقراطي الاجتماعي الألماني، توفي في هامبورغ، عن عمر يناهز 81 عاماً.

## مناصب
تولى منصب عضو البرلمان هامبورغ.